# Пшисталовиці-Дужі-Кольонія
Пшисталовиці-Дужі-Кольонія (пол. Przystałowice Duże-Kolonia) — село в Польщі, у гміні Кльвув Пшисуського повіту Мазовецького воєводства.
Населення — 181 особа (2011).
У 1975-1998 роках село належало до Радомського воєводства.

## Демографія
Демографічна структура станом на 31 березня 2011 року:
|          | Загалом | Допрацездатний вік | Працездатний вік | Постпрацездатний вік |
| -------- | ------- | ------------------ | ---------------- | -------------------- |
| Чоловіки | 84      | 21                 | 49               | 14                   |
| Жінки    | 97      | 27                 | 42               | 28                   |
| Разом    | 181     | 48                 | 91               | 42                   |